# Commission de conservation des monuments de la ville de New York
La Commission de conservation des monuments de la ville de New York  (New York City Landmarks Preservation Commission en anglais) est l'agence municipale de New York chargée d'appliquer et de réguler la Loi de préservation des monuments de la cité et créée en 1965.